# Moi, moi, moi et les autres
Pour plus de détails, voir Fiche technique et Distribution.
Moi, moi, moi et les autres (Io, io, io.... e gli altri) est un film italien réalisé par Alessandro Blasetti, sorti en 1966, avec Gina Lollobrigida, Silvana Mangano, Vittorio De Sica, Walter Chiari, Nino Manfredi, Marcello Mastroianni et Caterina Boratto dans les rôles principaux. Pour ce travail, Alessandro Blasetti remporte le David di Donatello du meilleur réalisateur lors de la 11e cérémonie des David di Donatello en 1966.

## Synopsis
Sandro, journaliste vivant à Rome, mène une enquête sur l'égoïsme de ses concitoyens. Il est aidé par son ami Peppino et côtoie divers personnages de la ville dont une diva et un politicien véreux.

## Fiche technique
- Titre du film : Moi, moi, moi et les autres
- Titre original : Io, io, io.... e gli altri
- Réalisation : Alessandro Blasetti
- Scénario et dialogues : Alessandro Blasetti, Carlo Romano, Age-Scarpelli, Suso Cecchi D'Amico, Adriano Baracco (it), Leonardo Benvenuti, Piero De Bernardi, Ennio Flaiano, Agenore Incrocci, Giorgio Rossi, Lianella Carell, Libero Solaroli, Vincenzo Talarico (it)
- Photographie : Aldo Giordani
- Montage : Tatiana Casini Morigi
- Musique : Carlo Rustichelli
- Décors : Dario Cecchi et Ottavio Scotti (it)
- Costumes : Milena Bonomo
- Société de production : Rizzoli Film, Cineluxor
- Pays d'origine :  Italie
- Durée : 95 minutes
- Genre : Comédie à l'italienne
- Format : Noir et blanc - 35 mm - 1,66:1 - Son : mono
- Dates de sortie :  Italie : 16 février 1966

## Récompenses et distinctions
- Pour Alessandro Blasetti :
  - David di Donatello du meilleur réalisateur en 1966.
  - Nomination au Ruban d'argent du réalisateur du meilleur film et au Ruban d'argent du meilleur sujet en 1967.